# 聖彼德羅峰
9°05′09″N 70°47′04″W / 9.085737°N 70.784477°W
聖彼德羅峰（西班牙語：Pico San Pedro），是委內瑞拉的山峰，位於該國西部特魯希略州，處於烏達內塔市南端，屬於聖多明各山脈的一部分，海拔高度3,617米。